# 哈通平吉柳尼山
14°7′15″S 70°8′14″W / 14.12083°S 70.13722°W
哈通平吉柳尼山（Jatun Pinguilluni），是秘魯的山峰，位於該國東南部普諾大區，處於潘帕科查湖東南面，屬於安第斯山脈的一部分，海拔高度5,000米。